# Sources chaudes de Soborom
Les sources chaudes de Soborom, aussi appelées « marmite du diable », sont un groupe de sources chaudes accompagnées de fumerolles et de volcans de boue dans les montagnes du Tibesti au Tchad. 
Trois groupes d'évents y sont actifs, dont certains sont utilisés comme stations thermales par la population locale.

## Étymologie
Soborom est aussi appelée la « marmite du diable » en raison de la forme de cuvette prise par les lieux.
En langage tedaga, le mot « soborom » signifie « source qui guérit », en référence aux vertus curatives des eaux des différentes sources.

## Situation géographique
Les sources de Soborom font partie du massif du Tibesti, seul massif volcanique volcanique encore en activité dans le Nord de l'Afrique, bien que celle-ci soit faible, et concentrée essentiellement au niveau de certains monts. Elles sont situées au pied du versant nord-ouest du volcan Tarso Voon,.
Elles sont situées à 50 km au sud-est de Bardaï, dans le département du même nom.
Le site compte 12 sources d'eau distinctes, réparties sur trois sites. 

## Caractéristiques

### Physiques
La température des eaux des sources va de 22 à 88 °C par endroits. Un rapport du Bureau de recherches géologiques et minières mesure en 1962 une température moyenne d'environ 70 °C, avec des pics à 80 °C et des valeurs minimales comprises autour de 20 °C.

## Utilisation
Les sources sont utilisées par la population locale comme sources thermales, en raison de leurs bienfaits, notamment contre les rhumatismes et les maladies de peau. Ils restent plusieurs jours sur place et ont aménagé certaines sources pour un usage médicinal. 
Cependant, l'exploitation touristique du site est difficile, en raison des conflits qui perdurent dans la région. De plus, les populations locales, comme le peuple Toubou, restreignent fortement l'accès aux sources, qui sont parfois considérées comme des lieux maudits.
Des projets d'exploitation géothermique ont été envisagés, les températures étant suffisamment chaudes en surface pour ne pas nécessiter de forage. Ils ont toutefois été vite rejetés en raison de la difficulté d'accès des lieux et de la situation instable de la région.